# Kira (título)
Kira, kyra, kiera o chiera (todas variantes del griego para "dama"), era un título común para las mujeres (generalmente judías), que actuaban como agentes para las mujeres del harén imperial otomano. 
Debido a las restricciones de la segregación de género rutinariamente impuestas a las mujeres del harén, raramente podían dejar los confines del harén, y su contacto con el mundo exterior normalmente tenía lugar a través de un intermediario. Debido a que no podían tener contacto con hombres que no fueran familiares cercanos, era difícil para ellas conducir sus negocios, dado que mercaderes y negociantes eran generalmente varones. El intermediario por tanto tenía que ser una mujer (o a veces un eunuco). Dado que todas las mujeres musulmanas estaban sometidas a segregación de género o purdah, aunque menos estricta para las clases trabajadoras humildes, el intermediario ideal era una mujer no musulmana, que podía entrar y salir libremente del harén, así como interaccionar más libremente con los hombres de negocios. Esto finalmente resultó en el fenómeno de la kira.  
Los mercaderes varones a menudo judíos que vendían ropa, joyas y artículos de lujo a las mujeres del harén imperial no podían ser admitidos al harén para mostrar sus productos porque eran hombres, por lo que desarrollaron la costumbre de que fueran sus esposas las que mostraran los artículos a las mujeres allí recluidas. Esta posición de intermediaria podía ser muy lucrativa para una mujer de mercader en esa situación.  Podía ganarse la confianza de las mujeres, y finalmente le pedirían que actuara en otras tareas para ellas, como servir como secretarias, manejando su correspondencia, adquiriendo medicinas y realizando tratamientos médicos, y realizar diversas tareas empresariales para ellas, actuando como sus agentes económicos. Este fue particularmente el caso de las mujeres educadas de la élite judía de España e Italia, que eran más cultas y educadas que las mujeres del harén, que eran a menudo esclavas. Muchas kiras continuaban su actividad una vez viudas, y así obtenían ingresos personales. 
Algunas kiras se hicieron famosas como favoritas influyentes. Las kiras más famosas fueron Strongilah, Esther Handali y Esperanza Malchi. No se ha confirmado si kira era una posición formal en la corte otomana, o si era sencillamente un fenómeno informal.